# Utišan (TV serija)
Utišano (špansko El silencio, dob. 'Tišina') je španska televizijska serija, psihološki triler z Arónom Piperjem v glavni vlogi, ki ga je ustvaril Aitor Gabilondo.

## Vsebina
Serija se odvija v Bilbau, pripoveduje zgodbo Sergia Ciscarja, ki je bil pred kratkim izpuščen iz pripora. Šest let je preživel v priporu zaradi umora očeta in je zdaj pod tajnim nadzorom mlade psihiatrinje Ane Dussuel in njene ekipe. Psihiatrinja ga na skrivaj ljubi, pomaga pa ji tudi Marta, dekle, ki je obsedeno s Sergiom. 
Sergio obupano poskuša najti svojo mlajšo sestro, ki je bila edina oseba, ki je kdaj lepo ravnala z njim. Med potekom serije se odkrije, da je Sergio genij z nadpovprečnim IQ-jem in da je njegova mama na njem eksperimentirala brez očetovega soglasja in vednosti. Kasneje se izkaže, da je Sergio psihično nestabilen in da je imel težave z drogami in agresijo, saj je napadel in umoril svoje starše. 
Policija je prav tako vpletena v njegovo nadzorovanje, vendar je v njej prisotna korupcija, ki poskuša iztiriti preiskavo.

## Igralska zasedba
- Arón Piper kot Sergio Ciscar[2]
- Almudena Amor kot Ana Dussuel[2]
- Cristina Kovani kot Marta[3]
- Manu Ríos kot Eneko[3]
- Aitor Luna kot Cabrera[3]
- Ramiro Blas (es) kot Natanael[3]
- Aria Bedmar kot Greta[3]
- Mikel Losada kot Mikel[3]

## Produkcija
Serijo je ustvaril Aitor Gabilondo kot produkcijo Alea Media za Netflix.Prizori so bili snemani v Bilbau in Madridu.

## Izid in odziv
Netflix je serijo izdal 19. maja 2023.
Serija je v prvem tednu premiere postala druga najbolj predvajana neangleško govoreča serija na Netflixu.